# 余本 (政治人物)
余本（1482年—1529年），字子華，號南湖，浙江寧波府鄞縣人，明朝政治人物。

## 生平
正德五年（1510年）庚午科浙江鄉試舉人，六年（1511年）辛未科一甲第二名進士（榜眼）。授翰林院編修，十二年十一月出為廣東按察司提學副使，任內彈劾巡按御史毛鳳不法事，被毛鳳誣陷，兩人均被罷職，嘉靖四年（1525年）十二月復起為山東按察司提學副使，七年三月升南京通政使司右通政，八年（1529年）卒於官，年四十八。

## 著作
著有《易經集解》、《皇極釋義》、《禮記拾遺》、《周禮考誤》、《春秋傳義》、《孝經刊誤》、《南湖文錄》等。

## 家族
曾祖余諲，南安府同知；祖父余暄；父余謙德。母夏氏。嚴侍下。